# 귀깃

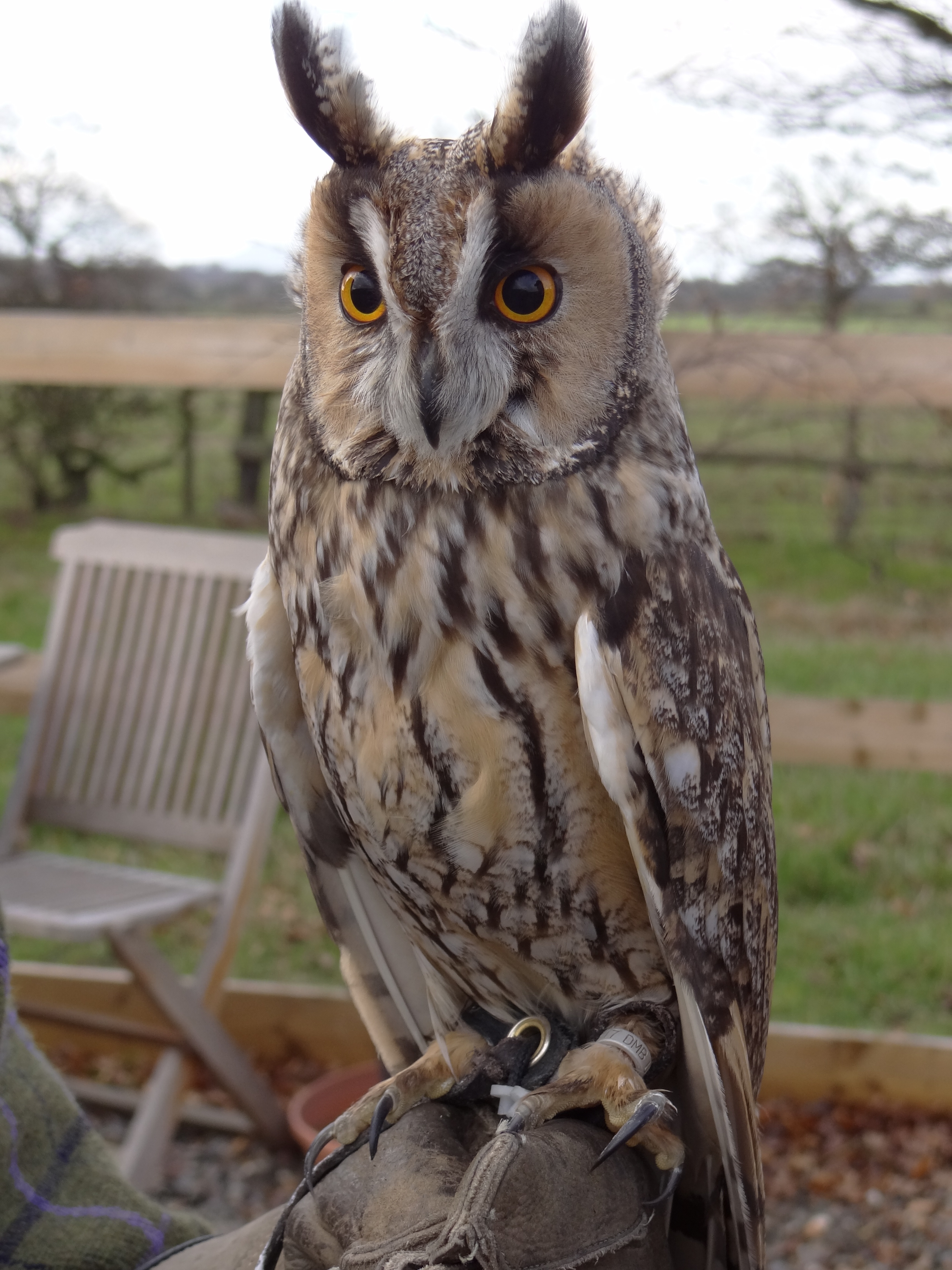
귀깃이 매우 두드러지는 종인 칡부엉이.

귀깃(ear tuft) 또는 우각(羽角)은 일부 새들에게서 나타나는 특징이다. 얼굴의 깃털 일부가 삐쭉 튀어나와 마치 포유류의 귀 모양으로 생긴 것을 일컫는데, 청각 기능과는 전혀 상관이 없고 이것의 정확한 기능은 불명하다.
귀깃의 기능에 관한 가설로는 위장 능력을 높이기 위한 것이라는 설, 짝짓기 때 적절한 상대를 찾기를 도와준다는 설, 사나운 생김새를 연출하여 포식자의 기를 죽이기 위함이라는 설 등이 있다.